# Росіяни
Росія́ни (рос. русские, МФА: [ˈruskʲɪje]) — східнослов'янський народ. Також — москови́ти, москви́ни (в Україні XVI–XVII ст.), великоро́си (XIX — на поч. XX ст.).
Переважно проживають в Росії, рідною є російська мова. Більшість віруючих належить до РПЦ, меншість — до старообрядців та інших релігійних течій.
Сформувалися в XV—XVI століттях у Московському князівстві, колишньому васалі Золотої Орди, на основі слов'янських і частково балтських та фінських етносів. Вели тривалі війни з сусідами — ординськими державами-спадкоємцями (Астраханню, Казанню, Кримом), Лівонією, Литвою, Польщею, Швецією, Німеччиною, Туреччиною, Персією, Китаєм, Японією, кавказькими, середньоазійськими і сибірськими народами. Протягом XVIII—XIX століть розширили ареал свого проживання до Арктики, Кавказу, Сибіру, Далекого Сходу, Аляски. Асимілювали більшість автохтонів цих регіонів. Були найчисленнішою етнічною групою в Російській імперії і СРСР. Віками жили в умовах кріпосницького гніту, скасованого 1861 року. Стали однією з рушійних сил більшовицької революції в Росії, сприяли утвердженню комуністичного режиму у власній країні.
На початок XXI століття загальна кількість становила близько 137 млн; з них у Російській Федерації — 111 млн осіб (2010). Мають велику діаспору в Казахстані — 3,8 млн (2010), США — 2,6 млн, в Україні — 1,7 млн (2020), Білорусі — 0,7 млн. Найбільша національна меншина в Україні та Казахстані.

## Назва
- Росія́ни — українська сучасна назва. Походить від грецького імені Русі — Росія, що широко використовувалося в московській державній і церковній документації[27].
- Ру́сскіє  (рос. русские) — російська самоназва, є за походженням субстантивованим прикметником[27]. Цей прикметник виник у XV—XVI ст. від двоскладного сполучення «русскіє люді», в якому другу частину перестали вживати, згодом він став самоназвою росіян[31]. У сучасній російській етнографії усталена теза, що закріплення етноніма «русскіє» в Московській державі припадає на XV—XVI століття. На відміну, на власне руських землях (Україна і Білорусь), що перебували у складі Великого князівства Литовського і Польського королівства, утвердився етнонім «русин» (однина), «русь» (множина). Після входження Війська Запорозького у 1654 році в орбіту політичних впливів Московської держави та інтенсифікації контактів інтелектуальних, бюрократично-службових та, особливо, вищих церковних верств відбулося поступове перенесення етноніма «руські», «руський народ» від уже політично розділеної православної спільноти Речі Посполитої — на росіян[27].
- Великоро́си, або великору́си — ранньомодерна назва росіян. Використовувалася у ХІХ—XX століттях для підкреслення окремішності росіян від українців (малоросів) і литвинів (білорусів)[27]. Також вживається в сучасній російській етнографічній літературі для позначення росіян після XV ст., наприклад: «російська (великоруська) народність»[27]. Проте «Мала радянська енциклопедія» у 1930 стверджувала, що «Великоруси — термін, штучно введений у 19 столітті»[32].
- Москва́[33][34][35] — ранньомодерна назва росіян, що вживалася в Речі Посполитій[36].
- Москови́ти[25] (лат. moscovitae) — середньовічна латинська назва росіян, яка увійшла в більшість європейських мов нового часу[37][38][39].
- Москви́ни[26] (подібно до «литвини», «русини») — середньовічна і ранньомодерна українська назва росіян. Також — моско́вці[40], москвитини[41], московські люди тощо[27].
- Москвич, московка (ст.-укр. Москвїчь, ст.-укр. Московъка) — в староукраїнській мові XV ст. — уродженці або жителі Великого князівства Московського[42].
- Москалі́ — ранньомодерна українська назва; згодом стала також позначати солдат московської (російської) армії.[43][44][45]
- Каца́пи — зневажлива українська назва нового часу. Походить з тюркських мов, означає «різника».[46][47]

## Історія
Історію російського народу традиційно починають з часів Русі. Традиція йде з часів Російської імперії, коли «русскими» або «россиянами» називали не тільки сучасних росіян, а взагалі всі східнослов'янські народи. Попри те, що в радянській етнографії українці, білоруси та росіяни вже розглядалися як окремі народи, офіційна радянська історіографія зберегла звичай починати російську історію від часів Київської Русі. Аналогічний підхід зберігається у сучасній російській і західній історичних школах. З іншого боку, це можна пояснити і необхідністю часового «контексту», опису подій давніших часів для розуміння історії. Слід також зважати на те, що національна ідентичність до XIX—XX ст. була близька до ідентичності релігійної, а історія християнства «русских земель» починалася саме з Київської Русі.
З точки зору українських істориків, це є помилковим, оскільки «русь» ототожнюють з сучасною Росією, а «руський народ» — з «російським народом». Плутанину вносять двозначність російського терміна «русский» який означає як «російський», так і «руський». Коріння явища лежать ще в застарілій термінології часів Російської імперії. Втім, серед сучасних українських авторів популярна думка, що це робиться спеціально: з метою виправдати претензії сучасної Росії на землі Російської імперії, зокрема, України та Білорусі. З їхньої точки зору, історію Росії слід виводити з Московського князівства — родоначальника Російської держави.

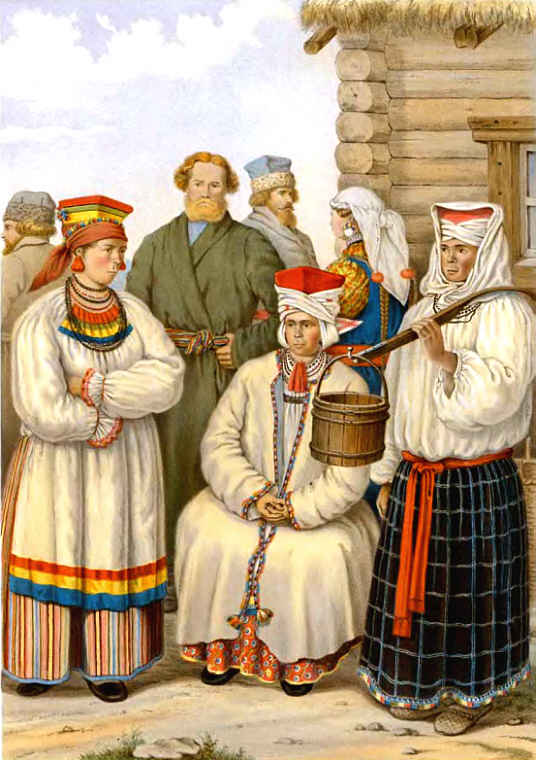
Росіяни Воронезької губернії 1862 р.

Юні російські селянки, фото Сергія Прокудіна-Горського, 1909 рік

Ядром російської етнічної території було Володимирсько-Суздальське, а згодом — Велике Московське князівство; на початку 16 ст. її можна рахувати (без рідко заселених або й незаселених просторів на півночі) на яких 1 млн км², а кількість росіян — на 5 — 6 млн. Натомість вона не зазнавала більших змін на заході — з теперішніми естонцями й латишами і на південному заході — з білорусами й українцями, де етнічна межа покривалася приблизно з кордонами Москви і Великого Князівства Литовського та Речі Посполитої.
Досить чітко визначали межі розселення росіян і західні посли: Посол Папи Римського до імперії Чингісидів Іоан де Плано Карпіні, посол короля Франції Людовика IX до хана Золотої Орди Сартака Вільгельм де Рубрук. Перший відвідав двір хана Батия і столицю Монгольської імперії Каракорум у 1246 році й повернувся у Європу в 1247 році через Київ. Другий відвідав країну хана Сартака, країну хана Батия і столицю Монгольської імперії Каракорум у 1253–1254 рр. і повернувся в «землю обітованну» 1255 року[джерело?].
Вільгельм де Рубрук зазначав, що землі Русі лежали на північ від Перекопу. За його спостереженням Русь всюди мала ліси та тягнулася від Польщі й Угорщини до Танаїда. Ось як Рубрук описував народи, що заселяли землі на північний схід від ставки Сартака (орієнтовно північний схід сучасної Воронезької області):
|  | Ця країна за Танаїдом дуже гарна і має річки й ліси. На півночі є величезні ліси, в яких живуть два роди людей, а саме: Моксель, які не мають жодного закону, справжні язичники. Міст у них нема, а живуть вони в маленьких хатинах у лісах. Їхній государ і більша частина люду були вбиті в Германії. Удосталь є в них свиней, меду й воску, дорогоцінних хутер і соколів. Позад них живуть інші, йменовані Мердас, яких Латини називають Мердиніс, і вони — Сарацини. За ними Етилія. |

Росіяни постійно колонізували північ і суцільно заселили південну частину тайги, а уздовж річок, зокрема Північної Двини дійшли до Білого моря (Помор'я): невеликі фінські народи зазнавали русифікації, за винятком карельців на заході і комі (зирян) в сточищі Печори. У другій половині XVI і особливо в XVII століття росіяни колонізували Середнє Надволжя й Урал і витиснули місцеві досить численні народи — тюркські (татар, чувашів, башкирів) і фінські (мордву, удмуртів, марійців) з їх найкращих земель, так що мордва тепер являє собою невеликі острови на своїй колишній території (вони становлять в Мордовській АССР 35,4 %), а інші народи живуть щоправда компактніше, але росіяни в їхніх автономних республіках становлять від 40 до 47 %. Також з початку XVI століття розпочалася російська колонізація степів Центрально-Чорноморського району (у XVI — XVII ст. росіяни заселили у ньому територію близько 300 000 км²), і в пол. XVII ст. зіткнулися тут з українською колонізаційною хвилею. Заселення росіянами долішнього Поволжя припадає на XVII ст. і XVIII ст. (на ньому російський уряд у XVIII ст. поселив німецьких і українських колоністів), Передкавказзя — на другу пол. XVIII і гол. XIX століття; і тут росіяни зустрілися з українською колонізацією. Заселення Західного Сибіру росіянами почалося з кінця XVII ст. (на поч. XVIII ст. у Західнім Сибіру жило близько 300 000 росіян, переважно в південній смузі тайґи), пізніше воно поширилося на східний Сибір, у другій пол. XIX ст. на Далекий Схід і Середню Азію; в колонізації Степу і Далекого Сходу (Зелений Клин) з кінця XIX ст. брали інтенсивну участь й українці. З місцевого населення численнішими є тепер якути і буряти (обидва народи мають свої АССР).
Разом з тим постійно збільшувалася російська етнічна територія — лише в Європі з 1 млн км² на початку XVI ст. до 2,6 млн на початку XX ст. (без слабо заселених етнічно мішаних земель). Ще швидшим темпом зростала кількість росіян: з близько 5 млн на початку XVI ст. до 12 — 13 млн на початку XVIII ст. і яких 30 — 32 млн у 1858. Швидка колонізація та часткова асиміляція різнонаціональних племен призвели до постання окраїнних груп російського населення з подекуди автономістичними й опозиційними щодо російського державного центру тенденціями (донські й уральські козаки, сибіряки) і обширних етнічно мішаних територій на Середньому Поволжі, Уралі, в Карелії та (російсько-українських) на східному Передкавказзі (разом бл. 0,6 млн км²).

## Антропологія та генографія

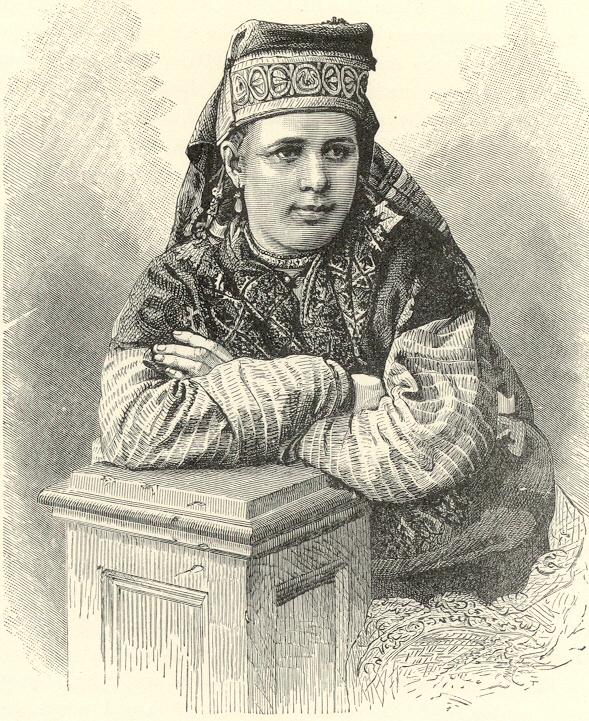
Портрет великороски. Ілюстрація до книги «Земля і люди. Загальна географія» (т.5), Жана Жака Елізе Реклю, 1880

Антропологічні ознаки та генографічні особливості росіян докладно вивчені. У сучасному російському населенні виразні риси «субстратних» антропологічних типів. Основним із них є «фінно-угорський субстратний пласт», тобто антропологічний тип дослов'янського населення, що розмовляло фіно-угорськими мовами.
Велика частина росіян належить до європеоїдної раси, представленої усіма трьома своїми групами (північною, південною, перехідною), але з різкою перевагою перехідних форм. До північної групи належать північно-західні групи росіян. До перехідних форм належить більшість росіян європейської частини Російської Федерації. На Поволжі, на Уралі, у Західному Сибіру здавна утворилася контактна зона між європеоїдами та монголоїдами, причому ознаки монголоїдної раси сильніше проявляються у східному напрямку. Перші поселенці-росіяни Сибіру, що змішалися з місцевим населенням, утворили не дуже численні своєрідні групи, що відрізняються від росіян європейської частини РФ не лише в етнокультурному, але й у расовому відношенні — це камчадали, колимчани.
Генографічні дослідження засвідчили значну генетичну неоднорідність етнічних росіян у порівнянні з іншими європейськими популяціями,,,. Встановлені «кардинальні відмінності північних і південних росіян» при аналізі карт мінливості різних ознак: гаплогрупп Y-хромосоми і класичних маркерів, прізвищ та антропологічних ознак.
Середні антропологічні показники або збігаються з середніми західноєвропейськими величинами, або відхиляються від них, залишаючись, проте, в межах коливань західних груп. Можна відзначити наступні ознаки, що відрізняють росіян:

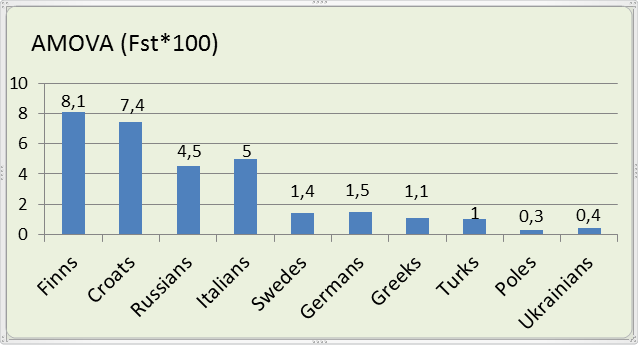
Генетична гетерогенність народів Європи: чим більший «показник гетерогенності етносу», тим більше одні його популяції зовсім несхожі з іншими

- Частка світлих і середніх відтінків волосся й очей підвищена, частка темних — знижена;
- Знижений зріст брів і бороди;
- Помірна ширина обличчя;
- Переважання середнього горизонтального профілю і середньовисокі перенісся;
- Менший нахил чола і більше слабкий розвиток надбрів'я.

У російських популяціях відзначається вкрай низька частота генетичних ознак, характерних для монголоїдних популяцій. Вельми рідкісний епікантус, який з числа більш ніж 8500 обстежених росіян чоловічої статі виявили лише 12 разів, причому тільки в зародковому стані. З такою ж частотою епікантус спостерігається у населення Німеччини.
За результатами досліджень Y-хромосомних маркерів виділяються дві групи російських популяцій — північну і центрально-південну. У етнічних росіян північної групи, які увійшли в обширний «північний» кластер разом з популяціями балтів (латишів і литовців), фіномовних народів (комі, фінів, естонців, карелів), а також німецькомовних шведів, висока частка гаплогруп, типових для угро-фінів (N1c, N1b становлять 40-54 %) і високий ступінь генетичної диференціації.
Південно-центральна група етнічних росіян входить в загальний кластер з білорусами, українцями та поляками, для яких характерна генетична однорідність та високі частки типових для східних слов'ян гаплогруп R1a (50-56 %) та І2 (10-16 %). Частоти східноєвразійських гаплогруп у росіян відповідають середнім по Європі.
За результатами дослідження маркерів мтДНК, а також аутосомних маркерів росіяни схожі з іншими популяціями Центральної та Східної Європи, але їх мітохондріальний генофонд характеризується високим різноманіттям. За його структурою етнічні росіяни віднесені до двох кластерів — східно-європейського (входять західні та східні слов'яни, балти, а також балканські народи) та північно-європейського (західні фіно-угорські народи та північні російські популяції).
Для російського народу в ареалі його поширення характерна надзвичайно висока гетерогенність (ḠST = 2,0) порівняно з «типовими» народами Західної Європи (ḠST = 0,7), Кавказу (ḠST = 0,8), Східної Європи (ḠST = 1,2), Приуралля і Зауралля (ḠST = 1,4), Середньої Азії і Казахстану (ḠST = 1,3).

### Етногенез

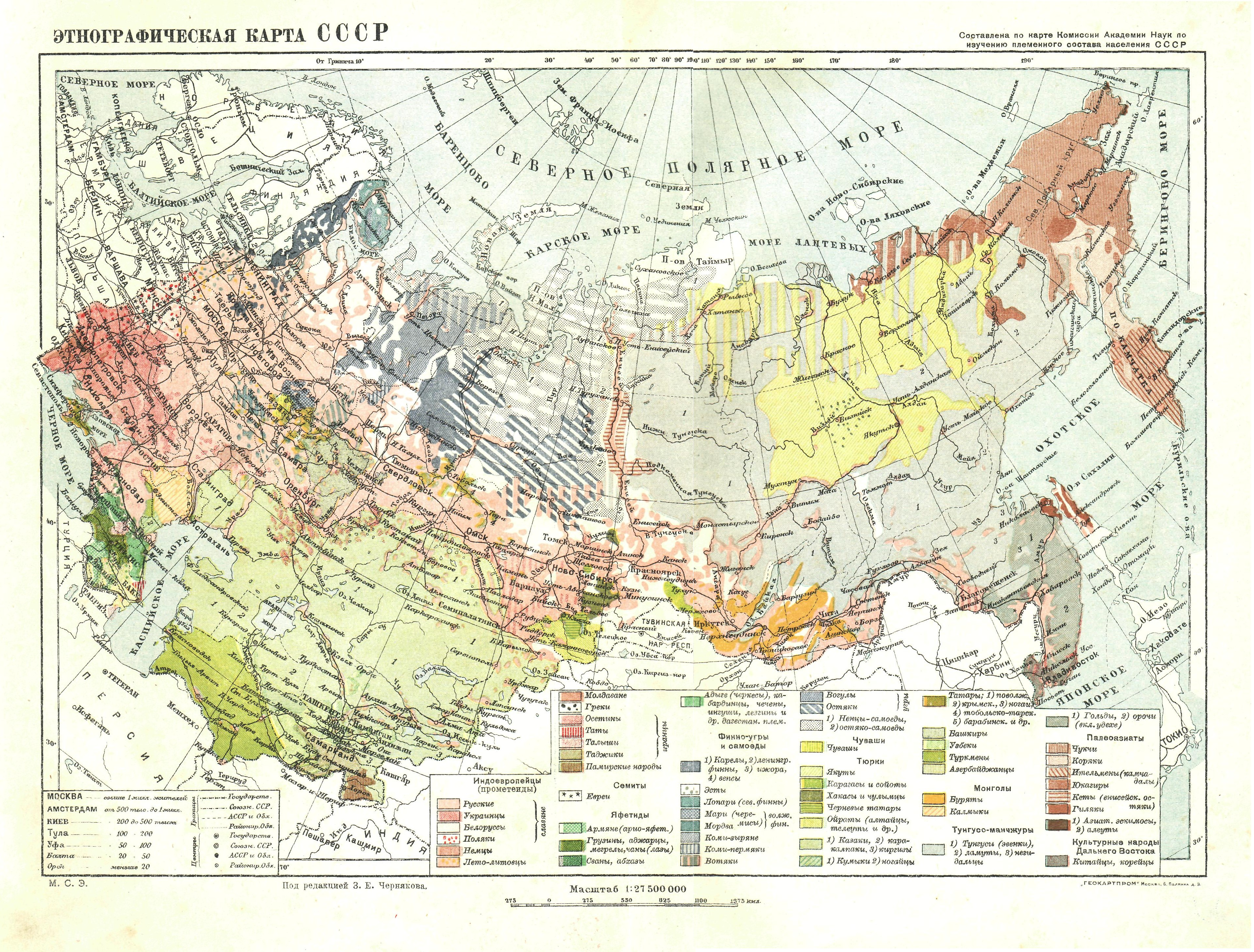
Етнографічна карта СРСР, 1930

- Слов'янська теорія: росіяни — це народ слов'янського походження, без значних домішок фінського й тюркського компонентів (М. О. Полевой[68]; Д. К. Зеленін[69]). Розкритикована С. П. Толстовим і М. Т. Маркеловим[70]. Популярна в Росії, у публікаціях націоналістичної спрямованості.
- Слов'янсько-фінська теорія: росіяни — це народ, що утворився шляхом змішання фінських і слов'янських племен[71][72][73] (Ломоносов М. В.[74][75],М. М. Карамзін[76], С. М. Соловйов[77][78], В. О. Ключевський[79], Покровський М. М.[80], Платонов С. Ф.[81], К. М. Бестужев-Рюмін[82], М. Грушевський[83]).
- Фінська теорія: росіяни — це народ, що утворився на базі угро-фінських племен: мурома, меря, мещера, перм, нарова та інших, які зазнали ослов'янення[84][85].
- Слов'янсько-фінсько-тюркська теорія: росіяни — це народ, що утворився шляхом змішання слов'янських, фінських і тюркських племен (Л. Н. Гумільов[86][87]).

В етногенезі росіян взяли участь східнослов'янські літописні племена (ільменські словени, кривичі, в'ятичі, та фіно-угорські племена (меря, весь, мещера, мурома, водь, чудь та інші). Останні були переважно асимільовані в процесі міграцій слов'ян на схід та північ східноєвропейської рівнини, який розпочався в VI столітті. Час виникнення окремого російського етносу є предметом наукових дискусій, пов'язаних із проблемою існування давньоруської народності та визначенням етнічної номенклатури для домодерних спільнот. У сучасній російській етнографії є усталеною теза, що внаслідок розпаду східнослов'янських етнічних утворень часів Київської Русі формування сучасного російського народу припадає на XV — початок XVI століття і пов'язується з поширенням контролю Московського князівства на весь тодішній етнічний ареал росіян.

## Чисельність
Загальна чисельність росіян у світі останнім часом становить близько 133 мільйонів осіб (за різними оцінками — від 127 млн осіб до 150 млн осіб), з них в Росії — 111 мільйонів (2010) або близько 77,8 % населення країни (в 2002 році — 116 мільйонів або близько 79,8 %).
Складають більшу частину населення Російської Федерації, а також значну частину населення в країнах колишнього СРСР: в Україні, у Білорусі, Казахстані, Узбекистані, Латвії, Киргизії, Естонії, Литві, Молдові, (в тому числі у Придністров'ї), Туркменістані. Великі діаспори присутні в США, Канаді, Бразилії, Німеччини[джерело?].
- Росія:111 000 000 (перепис 2010)[95]
- Україна: 8 334 100 (перепис 2001)[96]
- Казахстан: 3 797 000 (перепис 2009)[97]
- США: 2 652 214 (перепис 2000)[98]
- Білорусь: 785 000 (перепис 2009)[99]
- Канада: 622 445 (перепис 2016)[100]
- Латвія: 556 000 (перепис 2011)[101]
- Узбекистан: 555 000[102]
- Киргизстан: 395 000[103]
- Естонія: 342 000[104]
- Молдова: 201 000 (перепис 2004)[105]
- Бразилія: 200 000[106]
- Німеччина: 178 600[107]
- Литва: 165 500 (оцінка 2016)[108]
- Туркменістан: 133 000[109]
- Азербайджан: 119 000 (перепис 2009)[110]
- Франція: 115 000[джерело?]
- Таджикистан: 79 000[111]
- Грузія: 70 000[112]
- Австралія: 60 200[113]
- Румунія: 30 000[114]
- Фінляндія: 20 000[115]
- Туреччина: 50 000[116]
- КНР: 15 390+[117]

### Переписи Російської імперії та СРСР
1897 рік

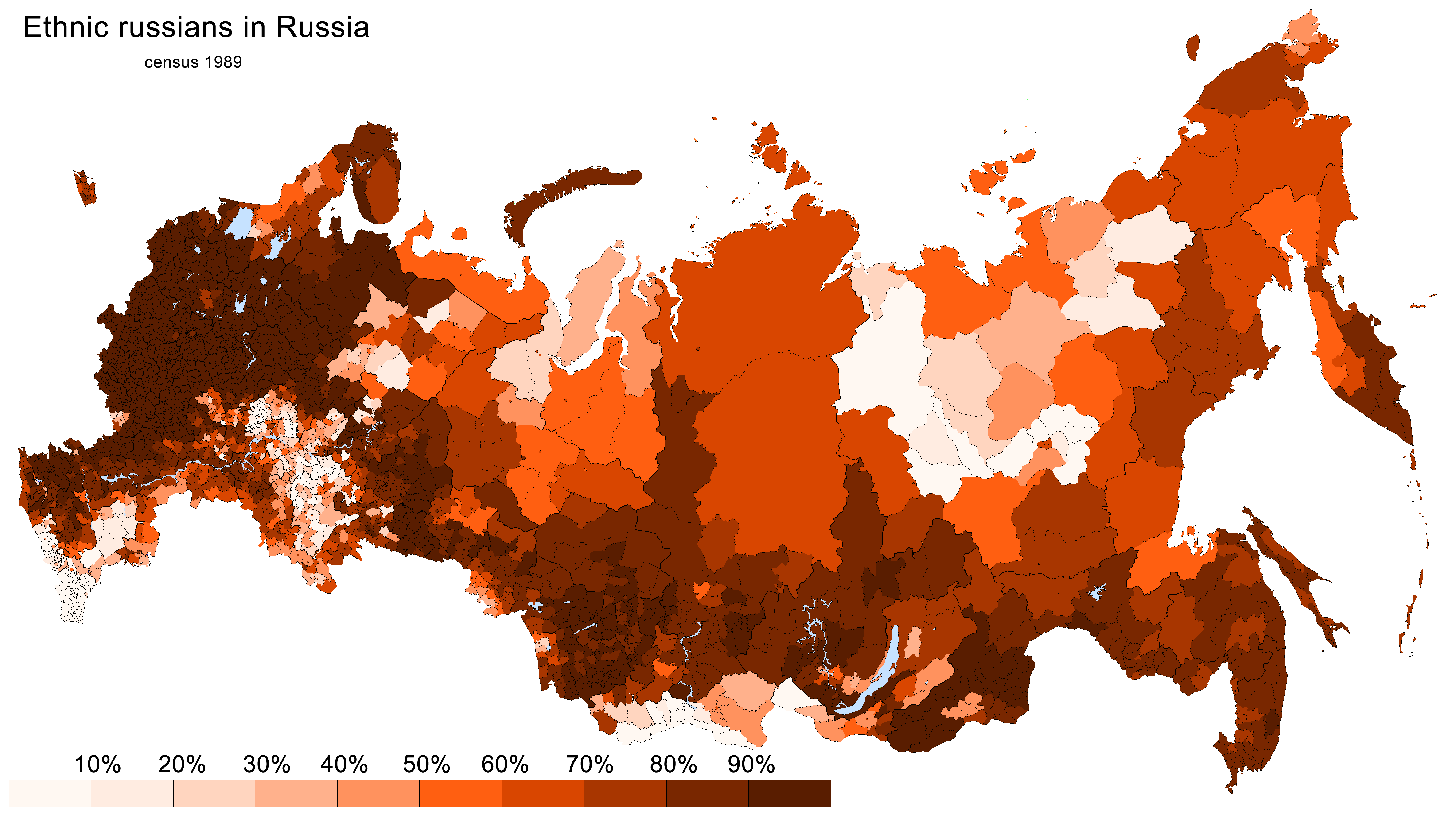
Частка росіян у Росії за переписом 1989 року

Кількість росіян відома за даними перепису 1897 року. За ним на території всієї Російської імперії жило 55,8 млн росіян, у тому числі у 50 європейських губерніях (без Царства Польського і Фінляндії) — 48,6 млн, на Кавказі — 1,8 млн, в Азії — 5,0 млн.
У 50 європейських губерніях росіяни становили абсолютну більшість у 28 (без країн Балтії, України й Білоруси та Астраханської, Уфимської й Казанської губерній).
Фактично число росіян було менше (до них зараховано, наприклад, також білорусів Смоленщини й українців північної Чернігівщини).
Кількість росіян у світі на 1897 — 55,8 млн. Їх число (для порівняння — також українців та білорусів) за урядовими статистиками і оцінками в млн та (у дужках) їхні відсоткові співвідношення такі:
| Рік  | росіяни       | українці       | білоруси  |
| ---- | ------------- | -------------- | --------- |
| 1897 | 55,8 (63,3)   | 26,4 (29,9)    | 6,0 (6,8) |
| 1914 | 79,0 (63,0)   | 40,0 (30,0)    | 9,0 (7,0) |
| 1926 | 79.0 (62,5)   | 40 — 41 (31,0) | 8,5 (6,5) |
| 1959 | 115,6 (70,3)* | 40,0 (24,5)**  | 8,5 (5,2) |
| 1970 | 130,4 (71,0)* | 43,3 (23,7)**  | 9,7 (5,8) |

-* ч. і % надто високі;
-** ч. і % надто низькі.
1926 рік
За радянським переписом 1926 року, кількість росіян значно збільшилася (77,8 млн). Пропорція між трьома східнослов'янськими народами сильно не змінилась. Під час інтенсивної колонізації Азії відсоток росіян у ній збільшився (разом з Кавказом) з 12,3 % у 1897 до 18,2 % у 1926.
Цей нормальний розвиток кількости росіян, простору їхньої етнічної території та пропорції до інших народів СРСР, зокрема українців, зазнав раптових змін, почавши з початку 1930-х pp. через зміну національної політики КПРС. Посилена русифікація, особливо позбавлення всіх національних прав українців, що живуть поза межами УРСР, постійне переселення росіян на території інших народів при одночасному (переважно примусовому) виселюванні неросіян з їхніх земель, фізичного нищення неросіян (насамперед українців) призвело до чималого збільшення кількості росіян коштом інших народів та поширення їхньої національної території.
Після другої світової війни росіяни заселили Східну Пруссію (Калінінградська область) і південно-східну Фінляндію, у яких вони ніколи не жили. Складовою частиною російської етнічної території стали колишні білоруська Смоленщина і українська північна Чернігівщина, простори колишніх німецьких колоній на Надволжі, більшість Карелії.
Значно посунений процес русифікації колишньої української частини Вороніжчини, Курщини і Білгородщини (у 1926 — 1,4 млн українців, за переписом 1970 — 0,2 млн), Кубані й Східного Передкавказзя (1926 — 2,5 млн українців, 1970 — 0,25 млн), українських колоній на Надволжі та Уралі (0,52 і 0,13 — без Оренбурзької області), північного Казахстану. Справді русифікація українців не пішла аж так далеко, як у світлі радянського перепису, але безперечним фактом є перетворення українських прикордонних земель на складову частину російської етнічної території.
Пізніші переписи показали, що швидке примусове зросійщення у 1930-х роках українців на українській етнічній території, що була підпорядкована РРФСР, з подальшим закріпленням у паспортах (в процесі паспортизації населення) відбилося на етнічній самосвідомості української людності. Сьогодні українці, що не втратили етнічну самоназву («українці»), кількісно переважають лише на локальних територіях (переважно в межах колишнього Острогозького полку).
Тепер можна рахувати російську етнічну територію в Європі без мішаних і рідко заселених земель на 2,8 млн км² (з мішаними на 3,4 млн), а російська етнічну територію в Азії (без мішаних і рідко заселених земель на 2,0 до 2,5 млн км²). Разом з тим збільшується переселення росіян до Азії (з 18,2, всіх росіян у 1926 до 22,3 % у 1970) та їхній відсоток в інших РСР, АРСР і Автономних Областях з 13,1 % у 1926 до 26,5 % у 1970 (у тому числі в УРСР з 8,1 % до 19,4 %; у надбалтицьких республіках з 0,3 % до 19,0 %).
У наслідок цих процесів безупинно зростає в СРСР кількість росіян (у млн і — у дужках — у % всього населення СРСР; для порівняння кількість українців):
| Рік  | росіяни      | українці    |
| ---- | ------------ | ----------- |
| 1926 | 78,7 (46,6)  | 38,8 (22,8) |
| 1959 | 114,1 (54,8) | 37,2 (17,8) |
| 1970 | 129,0 (53,5) | 40,8 (16,9) |

1959—1970-ті роки
Зменшення відсотка росіян в СРСР за 1959 — 1970 роки відбувається через зменшення їхньої чисельності в Середній Азії та на Закавказзі (з 22,4 на 20,0 %) спричинене значно вищим природним приростом їх народів, порівняно з росіянами.
Фактично приріст чисельності росіян та зменшення чисельності українців були меншими, бо радянська статистика неправильна. На ділі кількість осіб українського походження в СРСР на яких 10 млн (?) вища, кількість росіян відповідно нижча.
Значно вищою, ніж кількість росіян за національністю, є кількість осіб, які подали російську мову як свою рідну. За радянською статистикою вона така (у млн і — у дужках — у % всього населення):
| Рік  | росіяни      | українці    |
| ---- | ------------ | ----------- |
| 1926 | 85,0 (50,2)  | 35,2 (20,6) |
| 1959 | 124,1 (59,5) | 33,2 (15,9) |
| 1970 | 141,8 (58,8) | 35,4 (14,7) |

Про далеко посунену мовну русифікацію свідчить, що 1970 — 10,5 % не-росіян подало російську мову як рідну (серед українців — 14,3 %, білорусів — 19,0 %, євреїв — 79 %).

### Діаспора

#### Росіяни в Україні
У сучасній Україні росіяни другий за чисельністю народ після українців від 1920-х років. Перед тим російська етнічна група була третьою за чисельністю після єврейської, ще раніше — четвертою (після євреїв та поляків), п'ятою (після євреїв, поляків та кримських татар). Місце етнічної групи українських росіян у розвитку етнічної будови людності України упродовж XX ст. суттєво змінювалося і залежало великою мірою від політики московського уряду.
Сучасна етнічна група росіян в Україні сформувалася переважно завдяки міграційному допливу росіян з близьких до України губерній Росії від кінця XIX ст. до середини XX ст. та організованих радянською владою масових переселень росіян, для компенсації втрат населення внаслідок українських голодоморів, а також масових депортацій. Суттєвим чинником збільшення долі росіян у післявоєнні часи слугували політика утворення «радянського народу», денаціоналізація та русифікація, які проводилися майже п'ятдесят років, що здійснювалися шляхом стимулювання міграції, змішування населення та творення багатонаціональних робочих колективів.
На час перепису населення 2001 р. в Україні зафіксовано 8 334 141 особа, що назвала себе росіянином (росіянкою). Це значно менше, ніж напередодні розпаду СРСР (на час перепису 1989 р) — 11 356 тис., коли чисельність та питома вага росіян на території України сягнули максимальних значень. У 2020 році, за опитуванням соціологічної агенції КМІС, чисельність росіян в Україні не перевищувала 4,1 %.

## Етнографічні групи

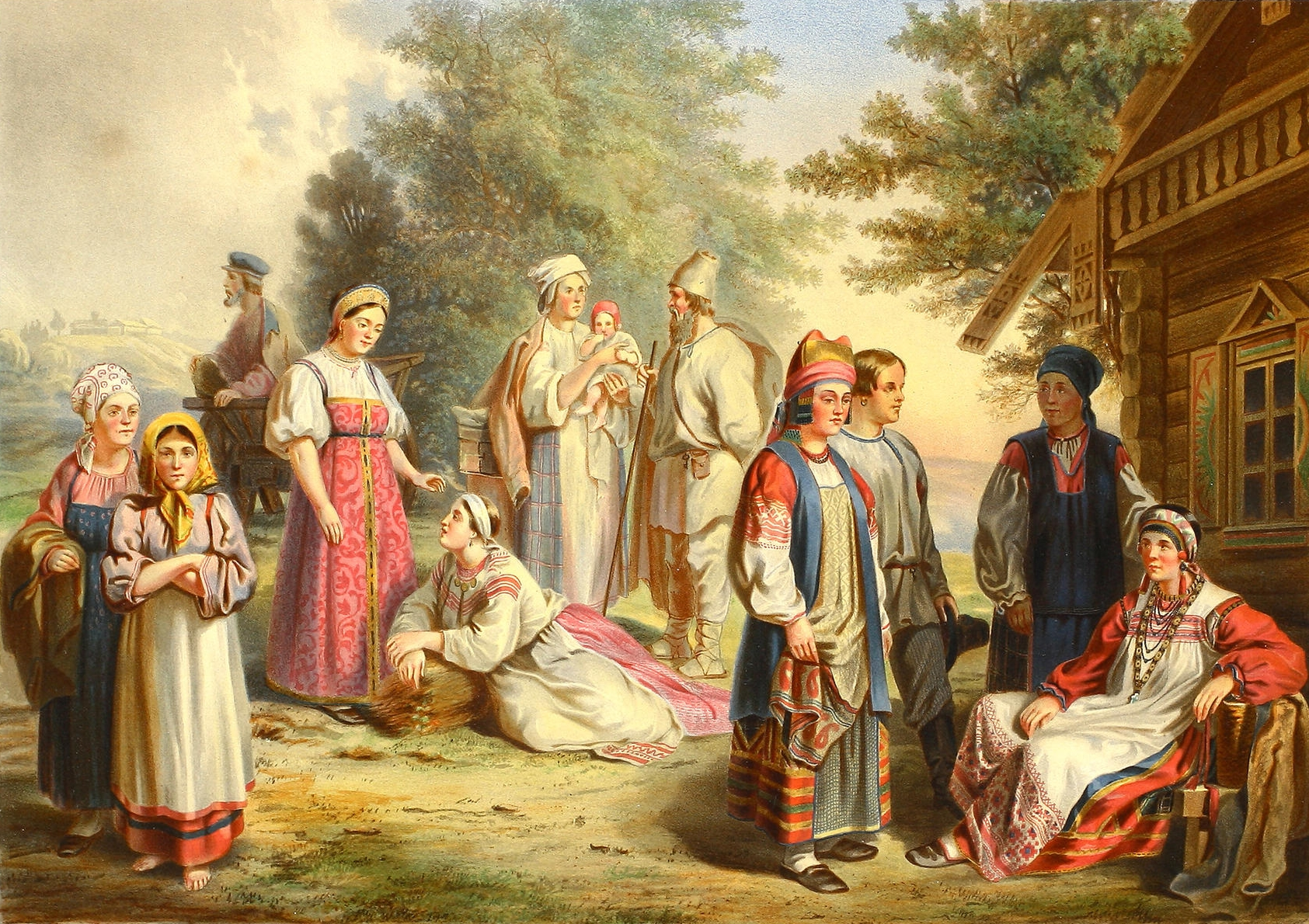
Групи росіян (з ліва на право): Псков, Твер, Смоленськ, Калуга, Тула (1826)

За особливостями мови і побуту росіяни поділяються, згідно з усталеною О. О. Шахматовим, О. І. Соболевським та пізніше прийнятою багатьма, зокрема радянськими, дослідниками (Б. М. Ляпунов, Ф. Філіп та ін.) схемою, на два чи три великі наріччя: північне окаюче, та південне акаюче з посереднім між ними говором Москви (первинно окаючим, але під впливом південного наріччя). Розмежування між ними проходить лінією Псков—Твер—Москва—Нижній Новгород. Урал та Сибір переважно окають. Дехто з дослідників (Д. Ушаков, Д. Зеленін та ін.) трактують дві перші групи як окремі народності, на межі яких розвинулася ще й третя (середньоросійська) — з культурним і політичним центром — Москвою, на основі якої відбувається мовна та культурна уніфікація. (див. також Російська мова). Сьогодні, у зв'язку з розвитком освіти та засобів масової інформації, різниця у діалектах значно зменшилась, але за сукупністю ознак російські етнографи  [Архівовано 2 травня 2015 у Wayback Machine.] виділяють на Європейській території російського розселення північну та південну історико-культурну зони з північноросійською та південноросійською «групами народу».
Побутово-мовними особливостями серед росіян вирізняється ще низка менших етнічних груп:
- Помори — на узбережжях Білого і Баренцевого морів;
- Козаки — в басейнах річок Дон, Кубань, Урал, та у Сибіру;
- Мещера[128] — на півночі Рязанської області;
- Молокани — на північному Кавказі;
- Семейські — на Забайкаллі;
- А також: горюни, камінщики, камчадали, липовани, марковці[ru], некрасівці, сибіряки, терюхани, якутяни тощо.

## Мова
Російська мова належить до східної підгрупи слов'янських мов балто-слов'янської гілки, яка входять до складу індоєвропейської мовної сім'ї. У російській мові використовується писемність з урахуванням російського алфавіту, висхідного до кириличного алфавіту (кирилиці).
Російська мова — одна з шести офіційних мов ООН. За даними, опублікованими в журналі «Language Monthly» (№ 3 за 1997), приблизно 300 млн осіб по всьому світу на той момент володіло російською мовою (що ставило її на 5-те місце за поширеністю), з них 160 млн вважали її рідною (7-ме місце у світі). Загальна кількість російськомовних у світі за оцінкою 1999 року — близько 167 млн, ще близько 110 млн людей володіють російською мовою як другою.
У соціологічному дослідженні Інституту Ґеллапа (Gallup, Inc), присвяченому ставленню до російської мови в пострадянських державах, 92 % населення в Білорусі, 83 % в Україні, 68 % в Казахстані та 38 % в Киргизстані, обрали російську мову для заповнення анкети під час проведення опитування. Інститут окреслив цей розділ дослідження як «Russian as the Mother Tongue» (Російська мова як рідна мова). Словесні побудови питань та практичні складності проведення опитувань могли внести помилки чи упередженість до результатів.
У США в штаті Нью-Йорк у 2009 році внесено поправку до виборчого законодавства, відповідно до якої у всіх містах штату, в яких проживає понад мільйон осіб, усі пов'язані з процесом виборів документи мають перекладатися російською мовою. Російська мова стала однією з восьми іноземних мов у Нью-Йорку, якою мають друкуватися всі офіційні матеріали виборчих кампаній. Раніше до списку були включені іспанська, корейська, філіппінська, креольська мови та три діалекти китайської.
До 1991 року російська мова була мовою міжнаціонального спілкування СРСР, де-факто виконуючи функції державної мови. У країнах СНД продовжує використовуватися як рідна для значної частини населення і як мова міжнаціонального спілкування. У місцях компактного проживання емігрантів із країн колишнього СРСР (Ізраїль, Німеччина, Канада, США, Австралія та ін.) випускаються російськомовні періодичні видання, працюють радіостанції та телевізійні канали, відкриваються російськомовні школи, де активно викладають російську. В Ізраїлі російська вивчається у старших класах деяких середніх шкіл як друга іноземна мова. У країнах Східної Європи до кінця 80-х років XX століття російська мова була основною іноземною мовою у школах.
Розмовну російську мову обов'язково вивчають усі космонавти, що працюють на МКС.

### Діалекти
У російській мові виділено дві діалектні групи (говірки) — північноросійська («окаюча») і південноросійська («акаюча»), кожна з яких поділяється на більш дрібні групи. Між північним та південним говірками розташована територія середньоросійських говірок. Кордон між північноросійською та південноросійською групами проходить по лінії Псков — Твер — Москва — Нижній Новгород.
У північній говірці виділяються три групи говірок: Ладого-Тихвінська, Вологодська та Костромська. У південній говірці виділено п'ять груп говірок: Західна, Верхньо-Дніпровська, Верхньо-Деснинська, Курсько-Орлівська та Східна (Рязанська). Перехідні середньоросійські говірки включають Гдовську, Псковську та Володимирсько-Поволзьку групи.
З середньоросійської діалектної групи відбувається уніфікація російської мови та всієї культури.
Нині у зв'язку з розвитком шкільної освіти та засобів масової інформації відмінності у діалектах сильно зменшились.

## Релігія

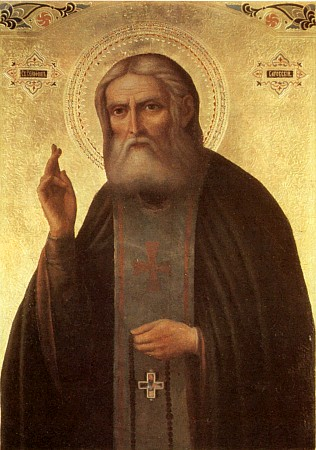
Серафим Саровський — один із найшанованіших російських святих

Хрещення на той час язичницької Русі було здійснено 988 року князем Володимиром. Християнство прийшло на Русь з Візантії у формі східного обряду (після Великої схизми 1054 року) і почало поширюватися у вищих верствах суспільства задовго до цієї події. Тим часом відмова від язичництва відбувалася повільно. Волхви (жерці) старих богів мали помітний вплив ще XI столітті. До XIII століття князі отримували два імені — язичницьке при народженні та християнське при хрещенні (Всеволод Велике Гніздо, наприклад, носив також ім'я Дмитро); але це обов'язково пояснюється пережитками язичництва («княже», династичне ім'я мало скоріш державний і клановий, ніж язичницько-релігійний статус).
Найбільша релігійна організація, що об'єднує православних росіян — Російська православна церква (Московський патріархат), за кордоном Росії функціонують її єпархії, автономні православні церкви та самоврядні частини РПЦ (див. Російська православна церква закордоном, Українська православна церква та інші). У XVII столітті невелика частина росіян не підтримала проведені патріархом Никоном реформи церкви, що спричинило Розкол і появу старообрядців. Деякі старообрядницькі спільноти також є етнографічними групами (кержаки, семейські та інші).
Серед простого народу збереглися елементи дохристиянської релігійної культури, які разом із християнством характеризуються як «народне християнство». Серед них, як обряди (свята Масниця, Івана Купала, поминки (Радониця, Семик) та ін.), так і віра в істот слов'янської мітології (домовики, лісовики, русалки і т. д.), знахарство, ворожіння, прикмети тощо.
Другою за чисельністю християнською конфесією серед росіян є протестантизм, що прийшов із Заходу і набув поширення з XIX століття. За експертною оцінкою, 1996 року в Росії налічувалося понад мільйон віруючих протестантів, що належать до десятків різних церков. Скільки значну частку серед російського населення протестантизм має лише Далекому Сході. Найбільшою протестантською течією у Росії є баптизм (за різними даними від 85000 до 450000 зареєстрованих членів, реальна кількість перевищує рахунок незареєстрованих об'єднань), який має 140-річну історію у Росії. Також велика кількість п'ятдесятників і харизматів, є кальвіністи, лютерани, адвентисти сьомого дня, методисти, пресвітеріани тощо. Частина росіян є послідовниками таких релігійних організацій, як свідки Єгови, мормони та муністи.
Нині нечисленні етнорелігійні групи духовного християнства — ряду старовинних російських рухів, що відокремилися від православ'я (духобори, молокани, хлисти).
З кінця 1980-х років спостерігається сплеск інтересу до дохристиянських слов'янських вірувань, у результаті виник новітній релігійний рух — рідновірство. Також у 1980-ті роки в Росію проникають і стають відносно популярними різні течії неоіндуїзму і буддизму (особливо дзен).
Після Жовтневої революції 1917 року християнські церкви (Московський патріархат, інші гілки православ'я, протестантські та католицькі) переживали серйозні гоніння (а частина протестантів і за царської влади), більшість храмів, монастирів та молитовних будинків були закриті, зруйновані чи перетворені на музеї, склади, клуби тощо. На державному рівні впроваджувалась ідеологія атеїзму. Після розпаду СРСР та утворення Російської Федерації, а також у зв'язку зі зміною політичної ситуації в країні та проголошенням свободи віросповідання, зокрема й у конституції країни, християнські церкви (та інші релігії) отримали можливість вільно вести релігійну та місіонерську діяльність.